# 18 km (obwód smoleński)
18 km (ros. 18 км) – przystanek kolejowy w miejscowości Szymanowo, w rejonie wiaziemskim, w obwodzie smoleńskim, w Rosji. Położony jest na linii Wiaźma – Kaługa.